# Blepharella aurifrons
Blepharella aurifrons là một loài ruồi trong họ Tachinidae.